# Gürtelschweife
Die Gürtelschweife (Cordylidae), auch Wirtelschweife oder Gürtelechsen, sind eine Familie von Echsen, die mit über 60 Arten im südlichen Afrika vorkommt.

## Merkmale
Gürtelschweife sind kräftig gebaute, häufig kleine Echsen mit einer Kopf-Rumpflänge von meist 5 bis 7 cm. Als größte Art erreicht der Riesengürtelschweif (Smaug giganteus) bis zu 30 cm Länge. Die Schuppen verlaufen kreisförmig um den Körper und sind am Schwanz auffällig gekielt oder stachelartig. Die Tiere weisen einen Knochenpanzer auf, der auf der Rückenseite von Kopf bis Schwanz aus gut entwickelten Osteodermen besteht und an Brust und Bauch leichter ausgebildet ist. Die Schuppen auf der Bauchseite sind häufig nicht überlappend und glatt. Die Arten der Gattung Chamaesaura weisen stark reduzierte Gliedmaßen und einen schlangenartigen Körperbau auf.

## Lebensweise
Gürtelschweife sind meist bodenbewohnende Echsen, die vorwiegend Trockengebiete bewohnen. Sie leben häufig an oder auf Fels- und Gesteinsgruppen, wo sie sich bei Gefahr in Spalten verstecken und sich durch entgenpressen der Schuppen an die Felswände fest verkeilen können. Einige Arten graben Bauten, andere leben an oder auf Totholz und sind hervorragende Kletterer. 
Als Nahrung dienen hauptsächlich Insekten,  manche Arten nehmen gelegentlich Blüten oder Pflanzenteile auf.
Mit Ausnahme der Arten der Gattung Platysaurus sind Gürtelschweife lebendgebärend.

## Systematik
Innerhalb der Familie werden zwei Unterfamilien unterschieden, die Cordylinae mit neun Gattungen und die monotypischen Platysaurinae.
- Unterfamilie Cordylinae

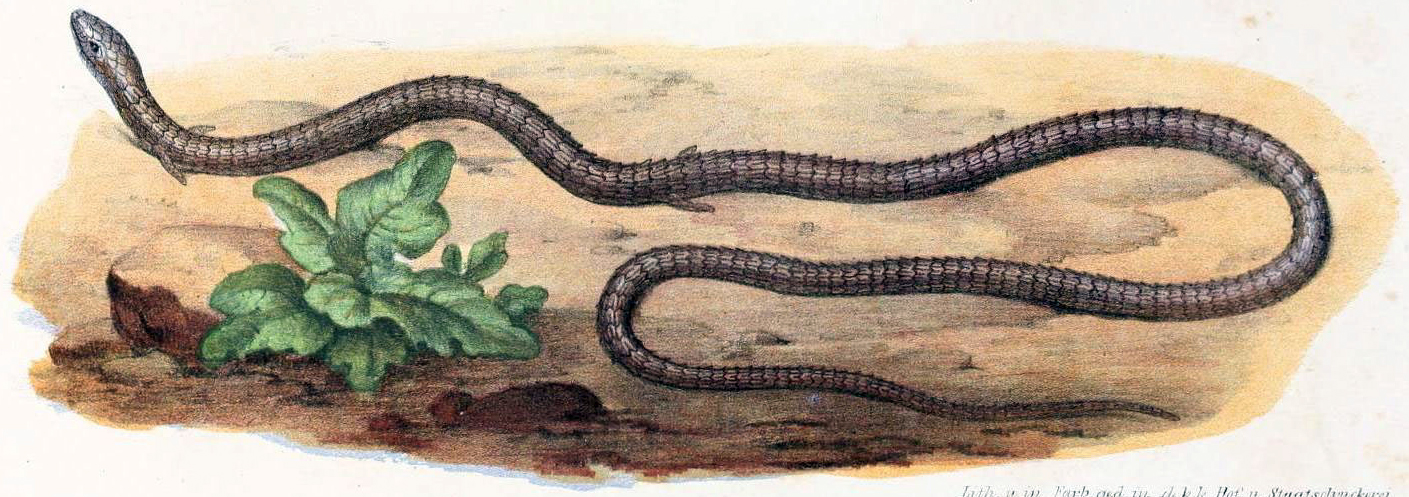
Chamaesaura anguina

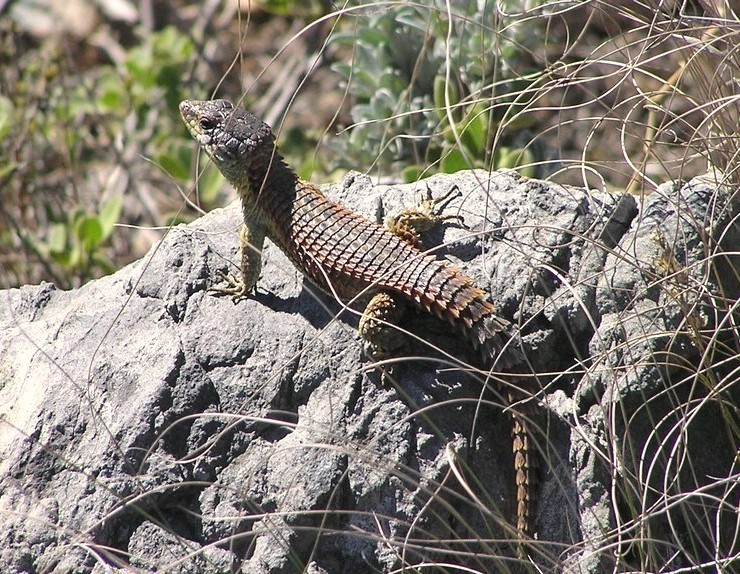
Cordylus cordylus

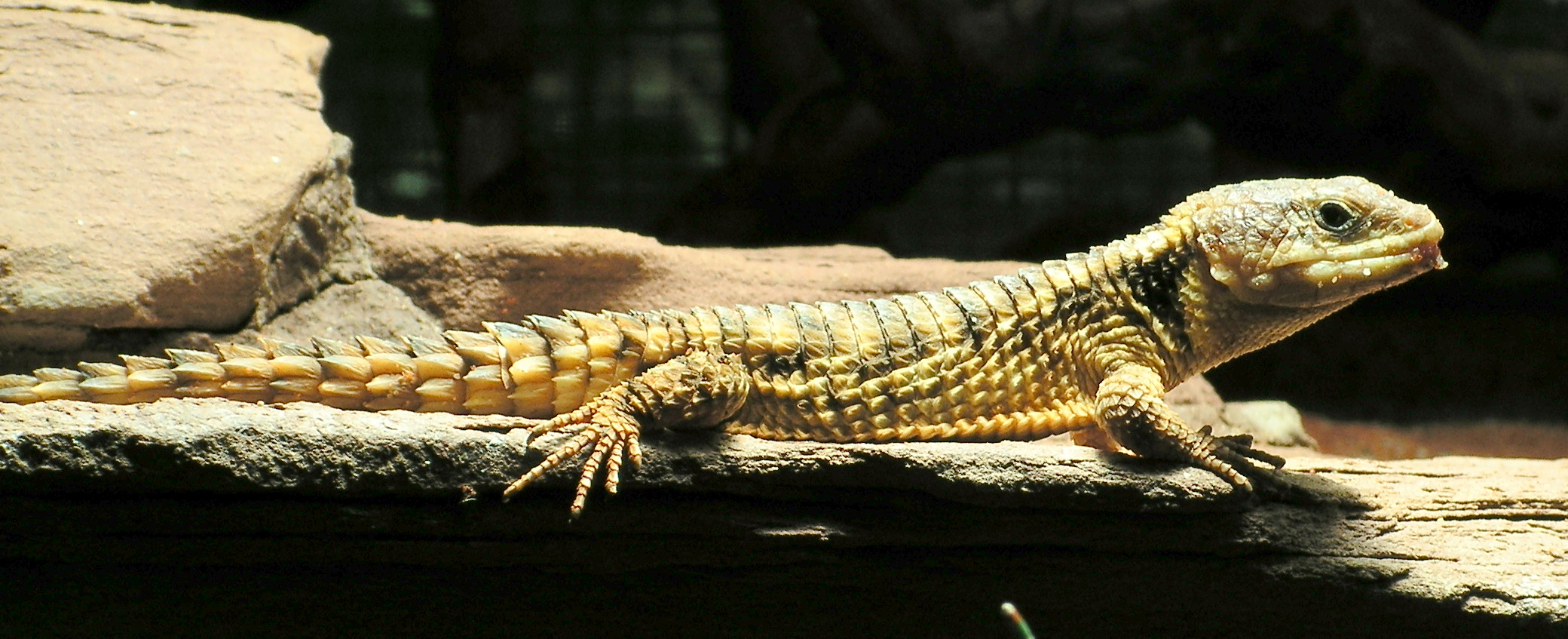
Cordylus tropidosternum

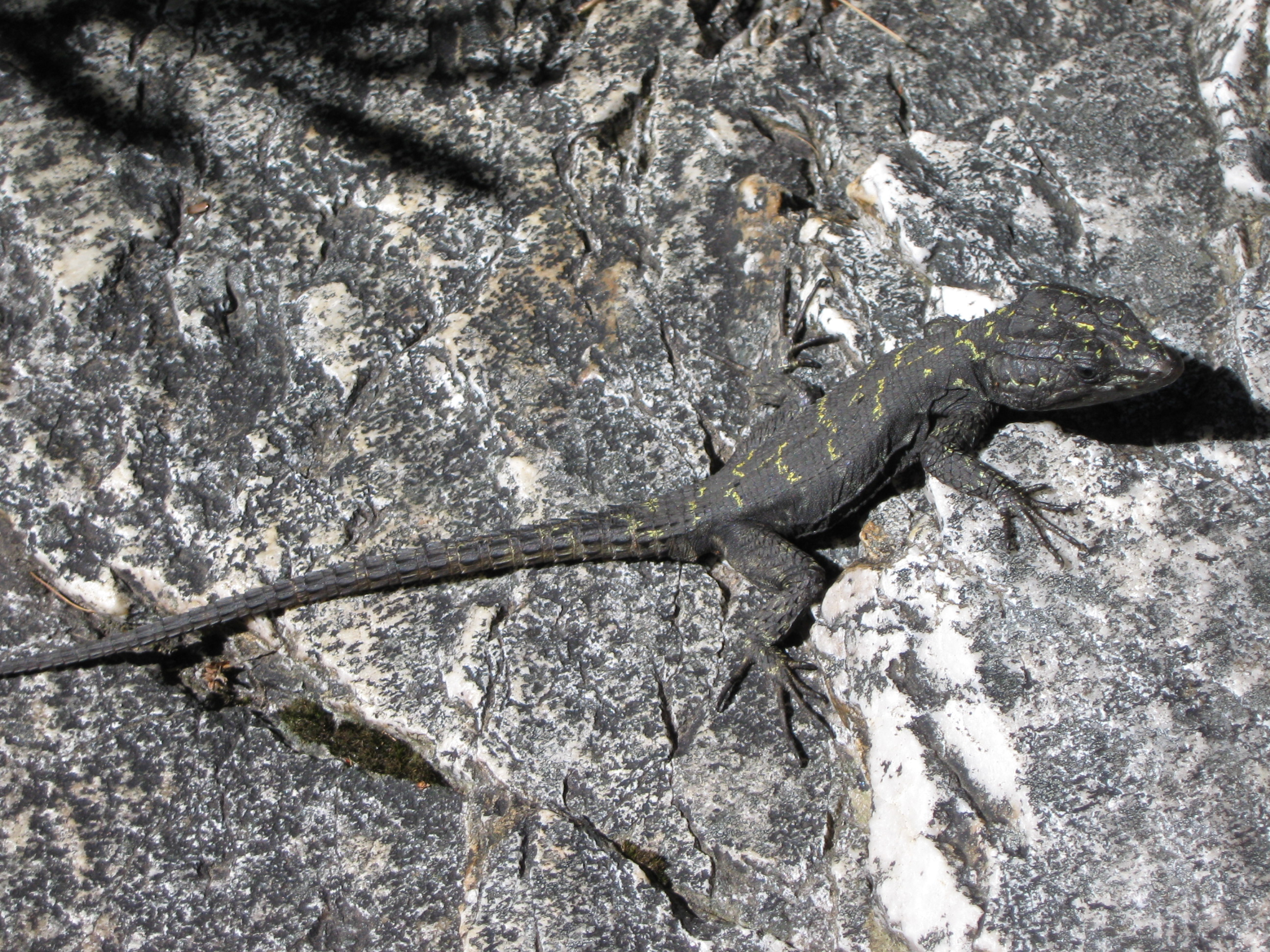
Hemicordylus capensis

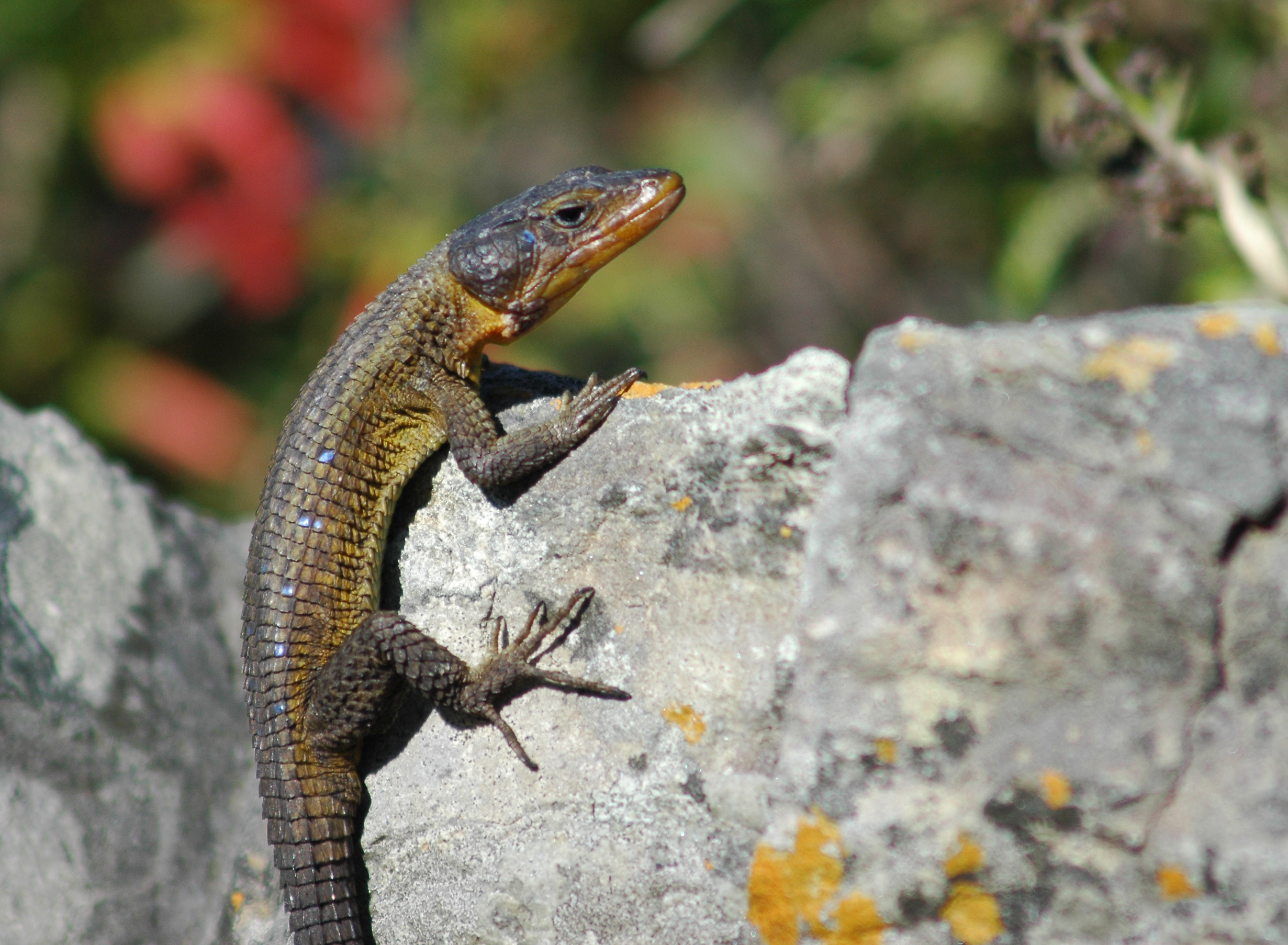
Ninurta coeruleopunctatus

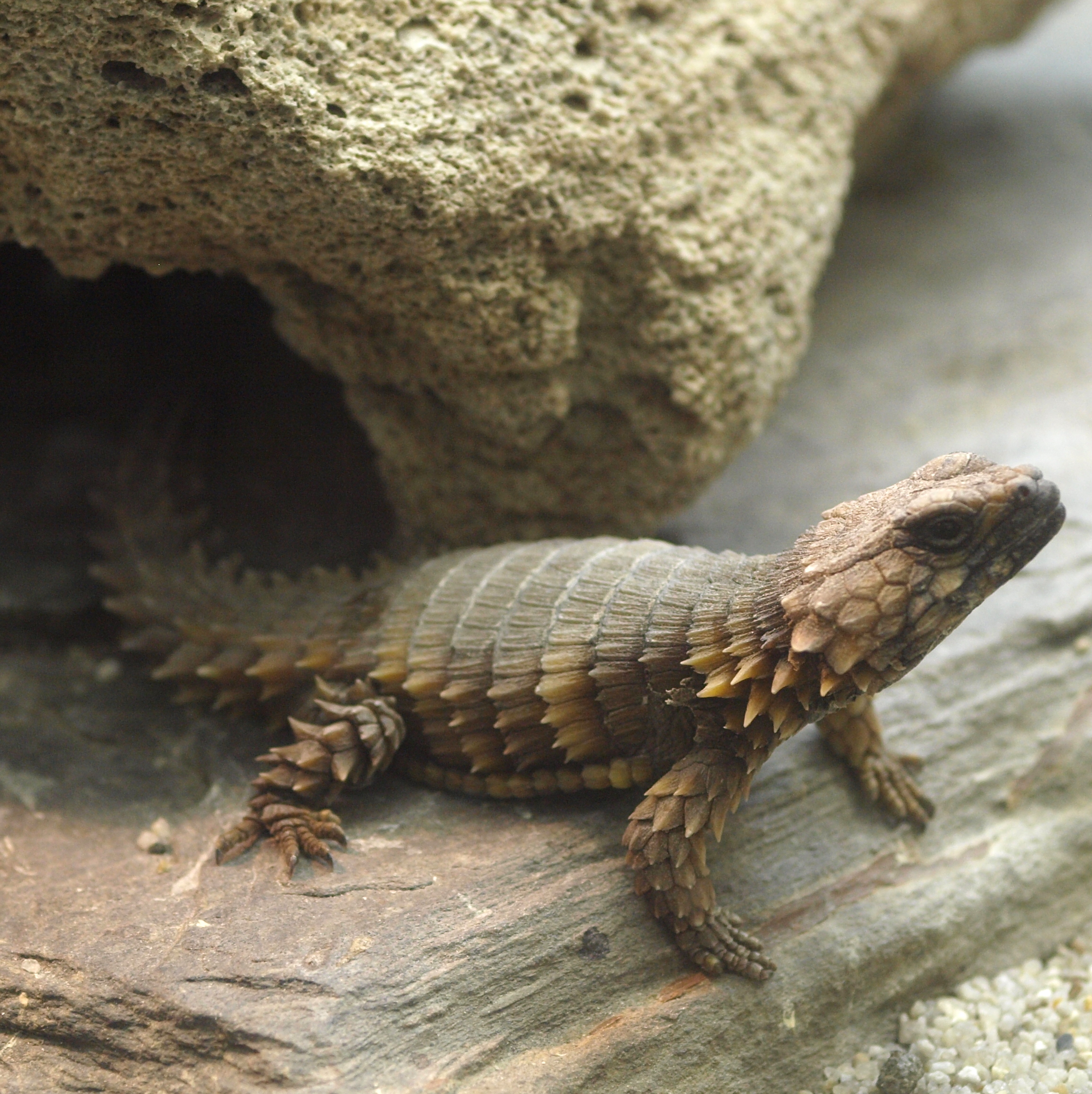
Ouroborus cataphractus

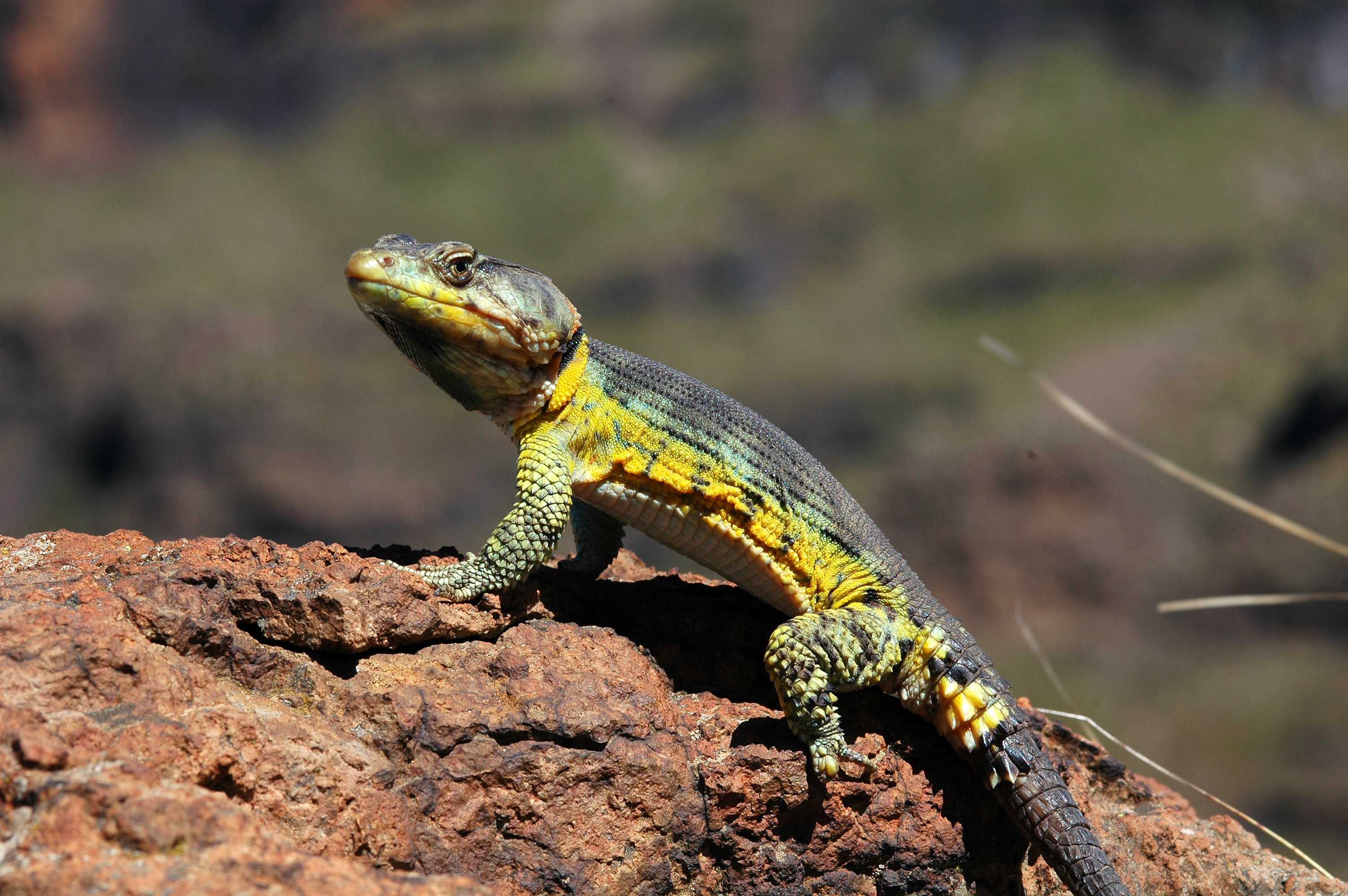
Pseudocordylus melanotus

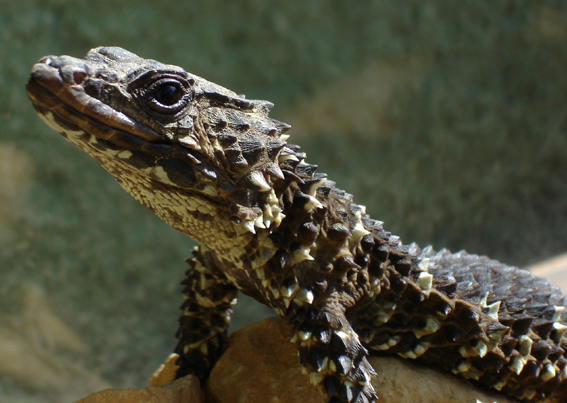
Smaug breyeri

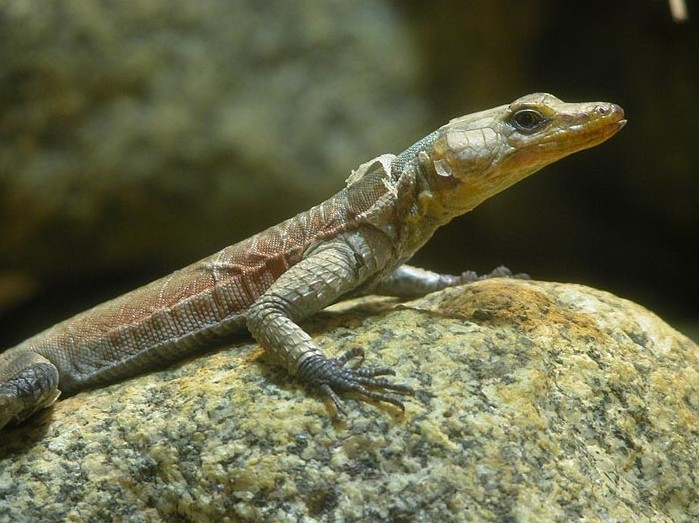
Platysaurus pungweensis

  - Schlangen-Gürtelechsen (Chamaesaura Schneider, 1801)
    - Transvaal-Schlangenechse (Chamaesaura aenea (Fitzinger, 1843))
    - Chamaesaura anguina Linnaeus, 1758
    - Chamaesaura macrolepis (Cope, 1862)
    - Chamaesaura miopropus Boulenger, 1894
    - Chamaesaura tenuior Günther, 1895

  - Cordylus Laurenti, 1768
    - Cordylus angolensis (Bocage, 1895)
    - Cordylus aridus Mouton & Van Wyk, 1994
    - Cordylus beraduccii Broadley & Branch, 2002
    - Cordylus cloetei Mouton & Van Wyk, 1994
    - Cordylus cordylus (Linnaeus, 1758)
    - Cordylus imkeae Mouton & Van Wyk, 1994
    - Limpopo-Gürtelschweif (Cordylus jonesii (Boulenger, 1891))
    - Cordylus machadoi Laurent, 1964
    - Cordylus macropholis (Boulenger, 1910)
    - Cordylus marunguensis Greenbaum, Stanley, Kusamba, Moninga, Goldberg & Bursey, 2012
    - Cordylus mclachlani Mouton, 1986
    - Cordylus meculae Branch, Rödel & Marais, 2005
    - Cordylus minor Fitzsimons, 1943
    - Cordylus niger Cuvier, 1829
    - Cordylus nyikae Broadley & Mouton, 2000
    - Cordylus oelofseni Mouton & Van Wyk, 1990
    - Zimbabwe-Gürtelschweif (Cordylus rhodesianus (Hewitt, 1933))
    - Cordylus rivae (Boulenger, 1896)
    - Tropischer Gürtelschweif (Cordylus tropidosternum (Cope, 1869))
    - Cordylus ukingensis (Loveridge, 1932)
    - Cordylus vittifer (Reichenow, 1887)

  - Hemicordylus Smith, 1838
    - Kap-Gürtelschweif (Hemicordylus capensis (Smith, 1838))
    - Hemicordylus nebulosus (Mouton & Van Wyk, 1995)

  - Karusasaurus Stanley, Bauer, Jackman, Branch & Mouton, 2011
    - Karusasaurus jordani (Parker, 1936)
    - Karusasaurus polyzonus (Smith, 1838)

  - Namazonurus Stanley, Bauer, Jackman, Branch & Mouton, 2011
    - Namazonurus campbelli (Fitzsimons, 1938)
    - Namazonurus lawrenci (Fitzsimons, 1939)
    - Namazonurus namaquensis (Methuen & Hewitt, 1914)
    - Namazonurus peersi (Hewitt, 1932)
    - Namazonurus pustulatus (Peters, 1862)

  - Ninurta Stanley, Bauer, Jackman, Branch & Mouton, 2011
    - Ninurta coeruleopunctatus (Methuen & Hewitt, 1913)

  - Ouroborus Stanley, Bauer, Jackman, Branch & Mouton, 2011
    - Panzergürtelschweif (Ouroborus cataphractus (Boie, 1828))

  - Pseudocordylus Smith, 1838
    - Pseudocordylus langi Loveridge, 1944
    - Pseudocordylus melanotus (Smith, 1838)
    - Pseudocordylus microlepidotus (Cuvier, 1829)
    - Pseudocordylus spinosus Fitzsimons, 1947
    - Pseudocordylus subviridis (Smith, 1838)
    - Pseudocordylus transvaalensis Fitzsimons, 1943

  - Smaug Stanley, Bauer, Jackman, Branch & Mouton, 2011
    - Smaug breyeri (Van Dam, 1921)
    - Riesen-Gürtelschweif (Smaug giganteus (Smith, 1844))
    - Smaug mossambicus (Fitzsimons, 1958)
    - Smaug regius (Broadley, 1962)
    - Smaug vandami (Fitzsimons, 1930)
    - Warrens Gürtelschweif (Smaug warreni) (Boulenger, 1908)
- Unterfamilie Platysaurinae
  - Plattgürtelechsen (Platysaurus Smith, 1844)
    - Platysaurus attenboroughi Whiting, Branch, Pepper & Keogh, 2015
    - Broadleys Plattechse (Platysaurus roadleyi Branch & Whiting, 1997)
    - Platysaurus capensis Smith, 1844
    - Platysaurus guttatus Smith, 1849
    - Platysaurus imperator Broadley, 1962
    - Platysaurus intermedius Matschie, 1891
    - Platysaurus lebomboensis Jacobsen, 1994
    - Platysaurus maculatus Broadley, 1965
    - Platysaurus minor Fitzsimons, 1930
    - Platysaurus mitchelli Loveridge, 1953
    - Platysaurus monotropis Jacobsen, 1994
    - Platysaurus ocellatus Broadley, 1962
    - Platysaurus orientalis Fitzsimons, 1941
    - Platysaurus pungweensis Broadley, 1959
    - Platysaurus relictus Broadley, 1976
    - Platysaurus torquatus Peters, 1879